# Пара (B, N)
Пара (B, N) — це структура на групі Лієвого типу, яка дозволяє дати однакові доведення багатьох результатів замість того, щоб розглядати велику кількість доведень за варіантами. Грубо кажучи, пара показує, що всі такі групи схожі на загальну лінійну групу над полем. Пари ввів математик Жак Тітса, а тому вони іноді називаються системами Тітса.

## Означення
Пара (B, N) — це пара підгруп B і N групи G, що задовольняють аксіомам
- Об'єднання груп B і N породжує G.
- Перетин H груп B і N є нормальною підгрупою групи N.
- Група W = N/H породжується множиною S елементів wi близько 2 для i в деякому непорожня множина I.
- Якщо wi є елементом S і w є будь-яким елементом групи W, то wiBw міститься в об'єднанні BwiwB і BwB.
- Ніякий генератор wi не нормалізує B.

Ідея означення в тому, що B є аналогом верхніх трикутних матриць повної лінійної групи GLn(K), H є аналогом діагональних матриць, а N є аналогом нормалізатора H.